# Episinus maderianus
Episinus maderianus är en spindelart som beskrevs av Kulczynski 1905. Episinus maderianus ingår i släktet Episinus, och familjen klotspindlar.
Artens utbredningsområde är Madeira. Inga underarter finns listade i Catalogue of Life.